# Pailón del Diablo
Pailón del Diablo  Cascada Pailón del Diablo) es una cascada en los Andes del país suramericano de Ecuador. Se trata de una de las varias cascadas que se consiguen siguiendo la ruta del río Pastaza en la Provincia de Tungurahua.
Es una atracción turística popular por la vegetación que la rodea y las rocas que dividen la cascada. Tiene unos 80 metros de altura, y unos 20 metros de profundidad. También tiene las gradas talladas a mano más asombrosas del mundo que llevan a un mirador con vista esplendorosa. La localidad más cercana es la conocida como Baños, la localidad turística más importante de Ecuador y se encuentra a unos 20 kilómetros de distancia.

## Galería

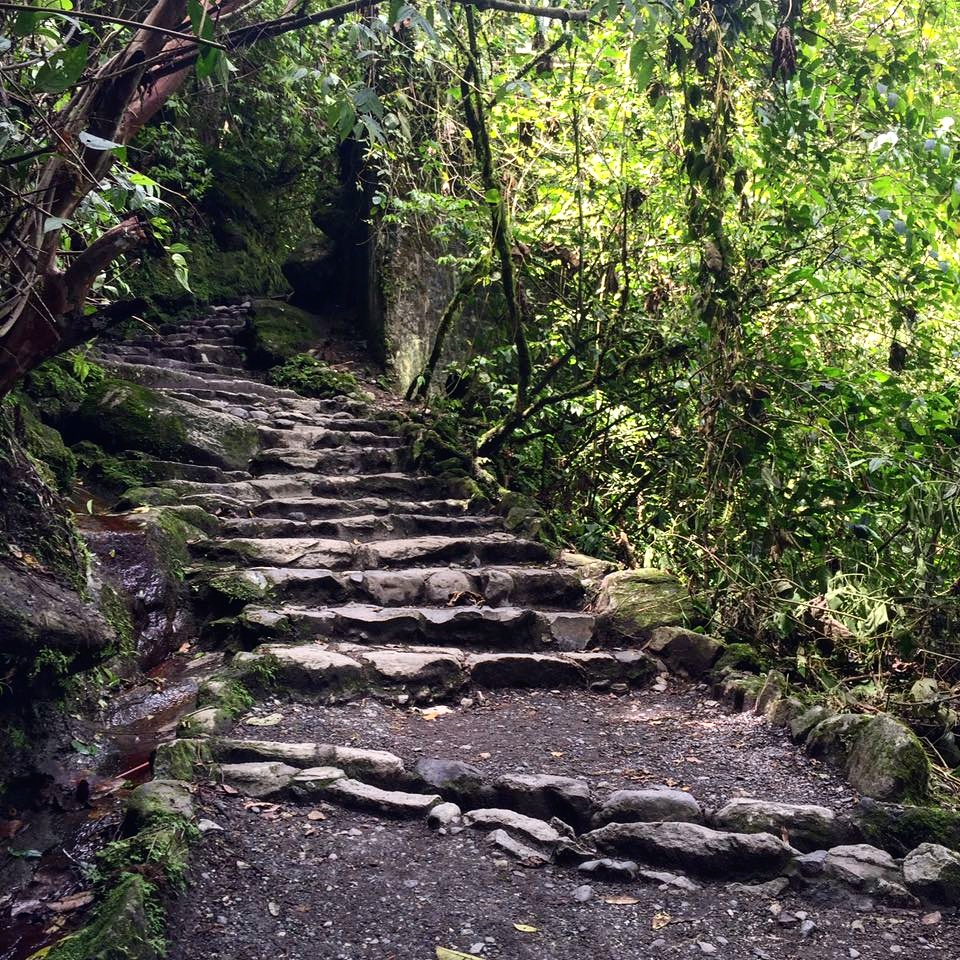
El camino hasta el río
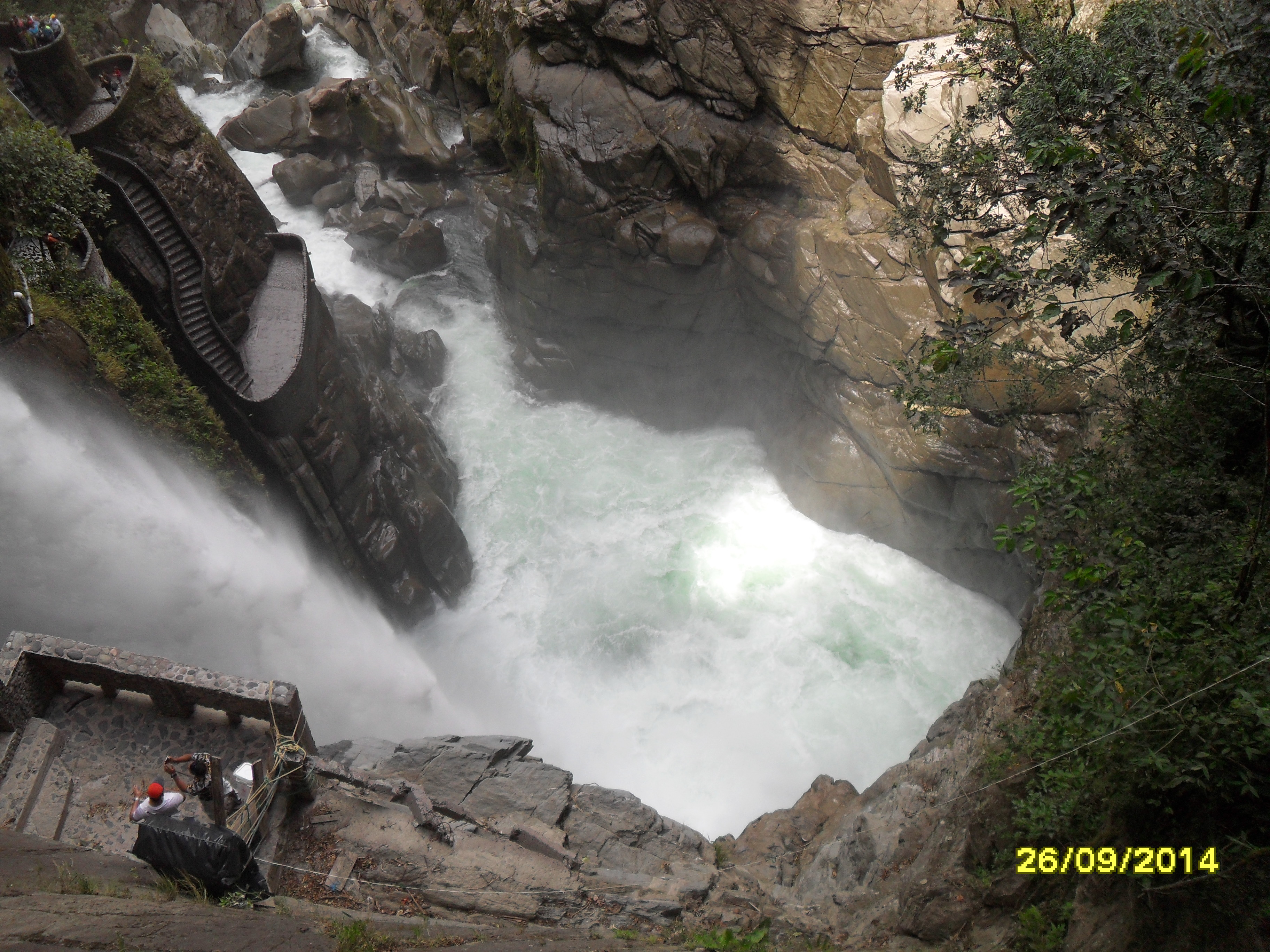
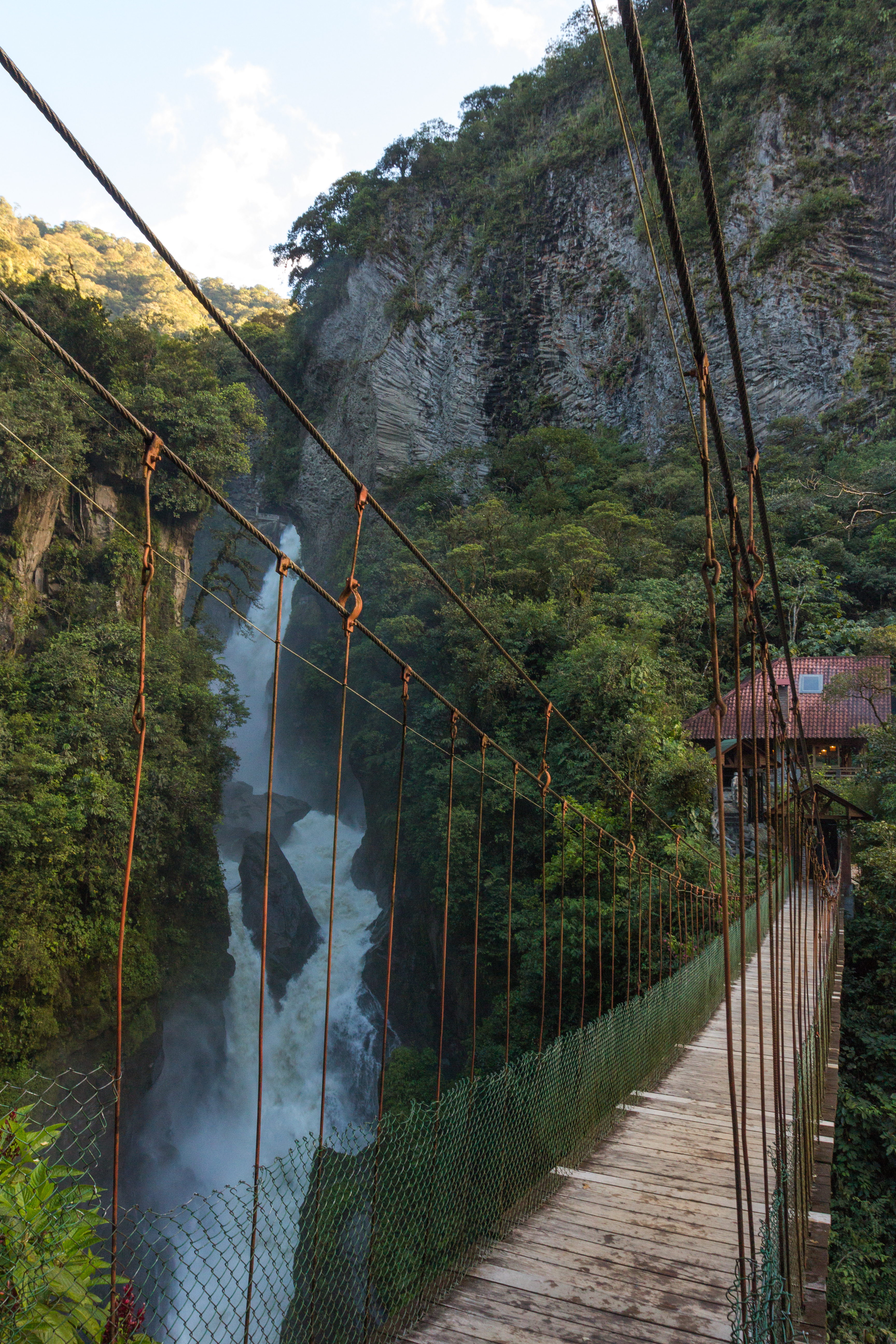
Puente sobre el río